# Oh Jung-se

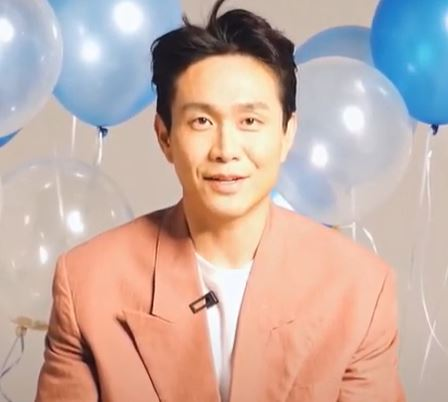
Oh Jung-se (2020)

Oh Jung-se (* 1977) ist ein südkoreanischer Schauspieler.

## Erfolge
Beim sechsten Korean Film Producers Association Award 2019 erhielt er eine Auszeichnung für die beste Nebenrolle in Swing Kids. Bei den KBS Drama Awards 2019 des öffentlich-rechtlichen Senders Korean Broadcasting System wurde er für seine Rolle in When the Camellia Blooms mit zwei Preisen ausgezeichnet: für die beste Nebenrolle und, gemeinsam mit Yeom Hye-ran, als bestes Paar.
Im Folgejahr wurde er bei den 56. Baeksang Arts Awards noch einmal für seine Rolle in When the Camellia Blooms als bester Nebendarsteller ausgezeichnet.

## Filmografie (Auswahl)
- 2001: Address Unknown
- 2004: Face
- 2005: Bystanders
- 2014: Red Carpet
- 2018: Swing Kids
- 2019: Extreme Job – Die Spicy-Chicken-Police
- 2019: Touch Your Heart (Serie)
- 2019: When the Camellia Blooms (Serie)
- 2020: The Call
- 2020: It’s Okay to Not Be Okay (Serie)
- 2023–2024: Sweet Home (Serie)
- 2024: Mr. Plankton (Serie)
- 2024: Spiel des Todes (Serie)
- 2025: Good Boy (Serie)
- 2025: Tempest (Serie)
- 2025: When Life Gives You Tangerines (Serie)